# 謝培筠
謝培筠（1884年—？），字竹勛，男，四川南充人，宣統二年工科進士，留學日本大坂高等工業學校。

## 生平
宣統二年（1910年）九月二日，內閣奉上諭：謝培筠著賞給工科進士。
宣統三年(1911年)，授職翰林院檢討。
民國2年（1913年）5月3日，派成都造幣廠化驗科科長。
民國13年（1924年）10月14日，署四川省實業廳廳長。
民國23年（1934年）12月21日，任四川省政府委員。
民國25年（1936年）4月11日，免四川省政府委員，另有任用。
民國25年（1936年）6月13日，派四川省第十六區行政督察專員。
民國26年（1937年）3月18日，兼任四川省第十六區保安司令。
民國27年（1938年）10月1日，署四川省茂縣縣長。
民國28年（1939年）3月7日，免本兼各職（四川省第十六區行政督察專員兼保安司令）。
民國28年（1939年）5月12日，免署四川省茂縣縣長。